# (10914) Tucker
(10914) Tucker  es un asteroide perteneciente al cinturón de asteroides, descubierto el 31 de diciembre de 1997 por Paul G. Comba desde el Observatorio de Prescott, en Arizona, Estados Unidos.

## Designación y nombre
Tucker se designó inicialmente como 1997 YQ14.
Más adelante fue nombrado en honor al cazador de asteroides y constructor de instrumentos ópticos estadounidense Roy A. Tucker (n. 1951).

## Características orbitales
Tucker orbita a una distancia media del Sol de 3,1779 ua, pudiendo acercarse hasta 2,7467 ua y alejarse hasta 3,6091 ua. Tiene una excentricidad de 0,1356 y una inclinación orbital de 0,5490° grados. Emplea en completar una órbita alrededor del Sol 2069 días.

## Características físicas
Su magnitud absoluta es 13,9. Tiene 7,740 km de diámetro. Su albedo se estima en 0,074. El valor de su periodo de rotación es de 8,07 h.